# Атлас столичного города Москвы

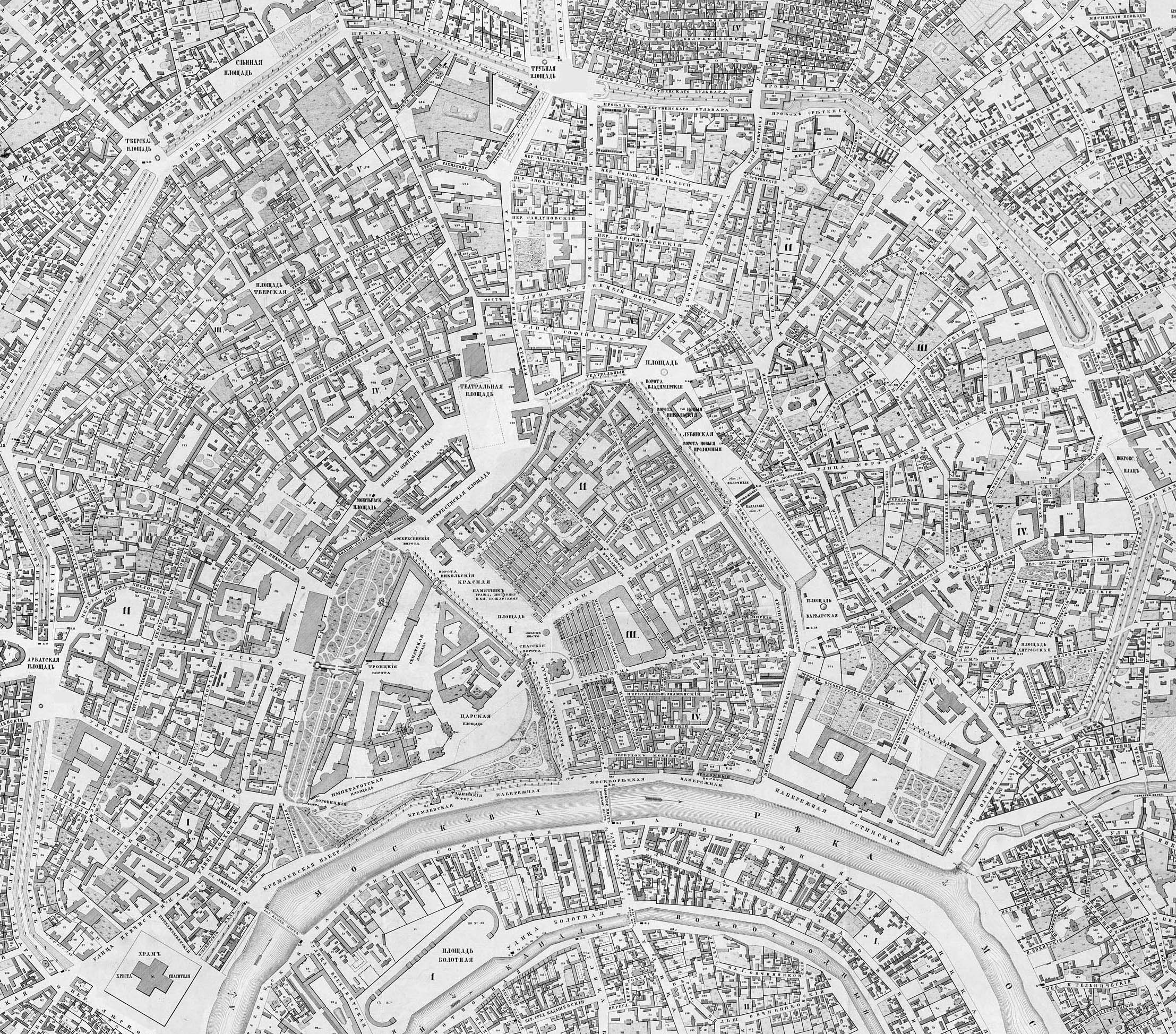
Изображение Москвы внутри Бульварного кольца в атласе А. Хотева.

«Атлас столичного города Москвы» — самый подробный из известных планов столицы XIX века, составленный в 1852—1853 годах топографом А. Хотевым.
Издание подробно отображает планировочную структуру Москвы в середине XIX века. Атлас был издан с утверждения генерал-губернатора графа А. А. Закревского. Масштаб карт этого атласа составил 1:3360 (в одном дюйме 40 саженей) и позволил показать мельчайшие объекты.

## Содержание
На плане отмечены все каменные и деревянные дома, церкви, парки и пруды. Он состоит из 63 листов, расположенных по 17 полицейским частям города.
Планы всех частей (кроме Городской) состоят из нескольких листов, на которых изображены домовладения с номерами, постройки государственных и общественных учреждений с указанием строительного материала и даже полицейские будки.
К атласу прилагается «Алфавитный указатель к плану столичного города Москвы». В нём перечислены все архитектурные постройки каждой полицейской части. Книга облегчает поиск всех объектов, обозначенных в атласе.

## Оформление
Атлас был издан литографским способом в листах, собранных в альбоме-папке. Указатель к атласу выполнен в кожаном переплёте с золотым и блинтовым тиснением.

## Репринт
В 2008 году «Альфарет» выпустило в свет репринтное издание атласа. 63 литографических листа были факсимильно воспроизведены и собраны в папке-коробке с ложементом для «Алфавитного указателя…». Сохранены оригинальный формат листов и книги, воспроизведена цветность и чёткость изображений.